# Кадарская зона
Кадарская зона, известная также как Отдельная исламская территория, — непризнанный автономный анклав, существовавший на территории Буйнакского района Дагестана в конце 1990-х годов. В анклав, располагавшийся в Кадарском ущелье, входило крупное село Карамахи с населением около 5000 человек, где находилась местная мечеть, а также селения Чабанмахи, Кадар и Ванашимахи. Военным лидером анклава был полевой командир, называвший себя «бригадным генералом» Джарулла Гаджибагомедов. «Отдельная исламская территория» была ликвидирована в рамках подавления вторжения боевиков в Дагестан в ходе спецоперации федеральных сил 29 августа — 13 сентября 1999 года.

## Предпосылки
Первый джамаат в Дагестане появился ещё в конце 1970-х годов по инициативе Багаутдина Магомедова и Аббаса Кебедова. Амиром джамаата был богослов Ахмад-Кади Ахтаев. В республике существовали нелегальные молодёжные группы, в которых велось обучение арабскому языку, основам ислама. Подобные группы существовали в селениях Кокрек, Новососитли, Нечаевка, Ясная Поляна и других. КГБ и милиция в 1982—1984 сумели подавить это движение, однако никто из организаторов не был осуждён. Дело свелось к административным штрафам и профилактическим беседам. Впоследствии джамааты появлялись и в других районах Дагестана. В 1989 году Багаутдин создал «Исламский джамаат Дагестана» в Кизилюрте, однако ни в этот период, ни в последующем джамаат в Карамахи Багаутдину, считавшегося амиром дагестанских салафитов, не подчинялся, хоть они и были идеологически едины.
В первой половине 1990-х годов сформировались салафитские джамааты в сёлах Кадарского ущелья — Кадар, Карамахи, Чабанмахи, Чанкурбе, а также других мелких сёлах. Основателем салафитского джамаата в Карамахи стал иорданский проповедник Мухаммад Али, который приехал в Дагестан в начале 90-х годов и преподавал в медресе Кизилюрта. В 1994 году он поселился в Карамахи и на средства саудовского фонда «Аль-Харамейн» сформировал джамаат.
По мнению обозревателя газеты «Известия» Юрия Снегирёва:
Магомедали Магомедович Магомедов, председатель Госсовета Дагестана, как занял первое кресло в 1994-м, так с него и не слезал до 2006-го.(…)  Дагестан превратился в самую главную дотационную республику. Опять наступил застой. Но не сытый, как при Брежневе, а голодный. (…) Все сферы экономики были жестко поделены между основными национальностями (…) Борьба с коррупцией сводилась к тому, чтобы заменить заворовавшегося чиновника своим, не менее вороватым. Экономика пришла в упадок
По данным главы сельской администрации Ибадуллы Макаева, в те годы в крупнейшем селе анклава Карамахи проживало около 5000 человек, из них было около 250 «активных радикалов».

## История

### 1996
- В Карамахи несколько раз приезжали религиозные проповедники из Иордании, которые призывали жить по шариатским законам[7].
- Руководитель лагерей по подготовке моджахедов в Чечне полевой командир Хаттаб женился на даргинке из Кадарской зоны Фатиме Бидаговой.
- В июле в сёлах Кадарского ущелья происходят столкновения между салафитами и их противниками — суфиями и криминальными группировками. 20 июля Карамахи окружено силами МВД. В результате рейдов салафиты были избиты, а часть — арестована[8].

### 1997
- Местный джамаат, сплотившийся вокруг мечети в Карамахи придерживается салафитской идеологии. В Кадарскую зону из других районов Дагестана и регионов Северного Кавказа стекается мусульманская молодёжь, наслышанная о «чистом» и «настоящем» исламе, который исповедуют в этих краях[9].
- В апреле премьер-министр Ичкерии, террорист Шамиль Басаев был избран председателем так называемого Конгресса народов Ичкерии и Дагестана. В том же году он заявил о необходимости объединения Дагестана с Чечнёй с целью создания единого исламского государства на Кавказе[10].
- В мае в Карамахи, Чабанмахи, Кадар происходят столкновения между салафитами и объединившимися для противостояния им суфиями, российскими силовиками и криминальными группировками. В результате был убит 1 человек, ранено несколько. Местные салафиты после этого начали ускоренно готовиться к обороне и милитаризироваться[11].
- В декабре боевики Хаттаба напали на российскую военную часть в Буйнакске. Карамахинский джамаат опроверг своё участие в случившимся, однако некоторые карамахинцы всё же были среди нападавших. Республиканские власти обвинили в нападении карамахинцев, начались  аресты, избиения салафитов[12].

### 1998
- В ночь с 20 на 21 мая в Махачкале сторонники Председателя союза мусульман Дагестана, лидера Лакской общины Надира Хачилаева и его брата Магомеда захватили здание Госсовета Дагестана. В ту же ночь карамахинцы, опасаясь, что после протестов Хачилаевых власти опять начнут репрессии против них[13], впервые захватывают местное отделение милиции, забирают оттуда оружие и изгоняют из села милиционеров. Лидер местной общины Мухтар Отаев заявляет, что впредь порядок в селе будет поддерживаться силами самой общины, а не милиции. Несколькими днями позже в окрестностях села был убит майор милиции[7][14].
- В Карамахи стянута милиция, произошли непродолжительные вооружённые столкновения, в конечном итоге было принято соглашении о мирном урегулировании конфликта. С этого времени Карамахи, Чабанмахи и Кадар фактически перешли под контроль салафитского джамаата[13].
- 5 июля в Карамахи собран съезд мусульманских общин, куда со всего Дагестана и из Чечни прибыло 700 человек[15]. На нём же побывали представители Конгресса народов Ичкерии и Дагестана[14][15].
- 15 августа — из Карамахи мятежниками изгнана местная администрация, закрыто отделение милиции, на въезде в населённые пункты Кадарской зоны выставлены вооружённые блок-посты[16][17].
- В середине августа на въезде в мятежные села появляются блок-посты с зелёным исламским флагом и надписи на русском и арабском языках: «Вы въезжаете на территорию, где действуют законы Шариата»[7][14].
- Военным лидером мятежного анклава стал полевой командир Джарулла Гаджибагомедов[1], ближайший сподвижник Хаттаба[3].
- 18 августа — объявлено о создании «отдельной исламской территории» в Кадарской зоне. Высшим руководящим органом стала «Шура», избранная из числа местных религиозных авторитетов[18].
- В селе вводится запрет на употребление любых спиртных напитков. Нарушителю полагаются 40 ударов палкой. Появляются первые наказанные.
- 22 августа — ичкерийский военачальник Шамиль Басаев объявил о том, что введёт свою «Исламскую международную миротворческую бригаду» в Дагестан, если будут применены силовые меры против жителей Кадарской зоны со стороны российских властей[18].
- 1 сентября в Буйнакске прошли переговоры между джамаатом и республиканскими властями, достигнуто компромиссное решение председателем Госсовета РД Магомедали Магомедовым и представителями Кадарской зоны. Подписано соглашение, согласно которому Карамахи и Чабанмахи «обязались отказаться от антиконституционных действий, признать и оказывать и оказывать содействие деятельности органов местного самоуправления и других государственных органов. Власти Дагестана, в свою очередь, обещали гарантировать джамаату свободу вероисповедания, отказаться от использования в официальном лексиконе термина „ваххабизм“, совместно рассмотреть некоторые положения и толкования „Закона о свободе совести“ на предмет их соответствия российской и дагестанской конституциям. Была достигнута так же договорённость, что разоружение джамаата, необходимость которого сторонами признавалась, должно происходить в рамках общего процесса изъятия оружия у гражданского населения республики»[19].
- 3 сентября — глава МВД РФ Сергей Степашин побывал в Карамахи и сделал ряд заявлений: «…Я бы предостерег всех от навешивания ярлыков „ваххабиты“, „экстремисты“. У нас свобода вероисповедания. …все мирно будем вам помогать, я вам даю честное слово. С мирным населением никто воевать не будет…»[20]. Он также заявил, что его встретили «вполне нормальные люди», и «он не увидел в них ничего экстремистского»[21]. Степашин в качестве жеста доброй воли отправил в Кадарскую зону гуманитарный груз медикаментов для школ и больниц[19].

### 1999
- По словам главы сельской администрации Ибадуллы Макаева, в селе Карамахи шла активная подготовка к возможной осаде со стороны федеральных вооруженных сил: рылась система подземных ходов, строились укрепления, оборудовался госпиталь и тюрьма[7].

### Боевые действия
- В начале августа на приграничной территории Дагестана начались боевые действия между федеральными силами и зашедшими из Чечни формированиями. Большинство жителей Дагестана не поддержало боевиков.
- 27 августа — представителей мятежников села Карамахи позвали на встречу с главой администрации Буйнакского района Алхалаевым и руководителем Налоговой полиции Республики Дагестан А. Сулеймановым. Встреча прошла в селе Атлан-аул в 15 часов. На ней от мятежников в ультимативной форме потребовали пропустить на территорию села дагестанский ОМОН для проведения обыска домов и конфискации огнестрельного оружия. Им дали время на раздумье до 8 часов утра следующего дня[22].
- 28 августа — в 3:30 утра начались обстрелы села Карамахи реактивной артиллерией и авиацией[22] Федеральные силы приступили к захвату Кадарской зоны, которую обороняли, по официальным данным федеральных сил, более 500 боевиков под командованием амира Джаруллы[22]. Около 7 утра в село вошли БТРы со спецназом и дагестанским ОМОНом, где попали в засаду. Почти все спецназовцы и милиционеры, вошедшие в село, убиты[23]. Из села начался исход беженцев, которым удалось добраться до села Нижний Джунгутай.
- 29 августа в Кадарской зоне разворачивается крупномасштабная войсковая операция. Используется реактивная артиллерия и боевая авиация. Ракетно-бомбовые удары наносятся по селу Карамахи и его окрестностям. При высадке на гору Чабан близ села погибло 4 и ранено 15 сотрудников внутренних войск и милиции[24].
- 30 августа стало известно, что ранение получил бывший депутат Государственной думы, объявленный в федеральный розыск — Надиршах Хачилаев, который укрывался на территории анклава. В тот же день большинство из ваххабитов, оборонявших анклав, перебрались из села Карамахи на высоты Чабан, Горкаб, Чакиб и Бакли, а также на перевал Волчьи ворота, где имелись хорошие боевые позиции и боевые точки[22].
- 31 августа в ходе зачистки села Карамахи погибла медсестра, сержант Внутренних войск РФ Ирина Янина — она не успела выбраться из бронемашины, в которую попала граната.
- 8 сентября — подразделения внутренних войск МВД полностью заняли село Карамахи. По данным главы сельской администрации, погибло 6 мирных жителей и не менее 50 вооружённых ваххабитов[7].
- 12 сентября — бои в Кадарской зоне прекратились. «Независимая исламская республика» перестала существовать. Часть боевиков-ваххабитов ночью покинула село.
- По данным газеты «Известия», полностью бои прекратились лишь к середине октября[7].
- В результате боевых действий в селе Карамахи 95 % строений — 1850 домов были практически полностью разрушены. 150 ваххабитов бежали из Кадарской зоны[7].

## После ликвидации
- Четверо уроженцев села Карамахи в 2001 году предстали на скамье подсудимых, ещё семеро были объявлены в розыск по обвинению в нападении на автоколонну Пермского ОМОНа, которое произошло 28 марта 2000 года в Веденском районе Чечни[25]. В результате нападения погибли 43 силовика. По версии следствия, большинство из нападавших являлись ваххабитами из дагестанского села Карамахи[26].
- В самом крупном селе Кадарской зоны — Карамахи на 2009 год насчитывалось 1600 домов местных жителей, практически у каждой семьи есть подсобное хозяйство, у четверти семей есть скот численностью до восьмидесяти голов. Мужское население занято грузовыми автоперевозками — в селе около 700 автомобилей типа «КамАЗ»[7].
- 12 июля 2009 года около полудня двое военнослужащих 33-й горнострелковой бригады российской армии погибли близ села Карамахи в результате вооружённого нападения. Неизвестные обстреляли из автоматического оружия военную автоколонну, состоявшую из двух грузовиков «Урал»[27].
- Журналист газеты «Известия» Юрий Снегирёв, посетивший село Карамахи в 2009 году приводит слова местной жительницы[6]:

Ваххабиты затаились! Кругом безработица, а служить в милицию ни один местный не идёт. Даже водителем. Правда, служил тут один парень в прошлом году. Из местных. Так его отца-учителя убили. Сейчас он перевёлся подальше от Карамахов. Так и ездят милиционеры на службу из Буйнакска или даже самой Махачкалы. Обстрелы ПОМов это такая мелочь! Как бы не было войны.